# Stenasellus costai
Stenasellus costai is een pissebed uit de familie Stenasellidae. De wetenschappelijke naam van de soort is voor het eerst geldig gepubliceerd in 1970 door Lanza, Chelazzi & Messana.